# Turiner Institutionenglosse
Die sogenannte Turiner Institutionenglosse (auch: Florentiner Rechtsbuch, Turiner Handschrift, Glossa Taurinensis) ist ein in Latein verfasster, privatrechtssystematischer Kommentar zur Interpretation der Institutionen des spätantiken Kaisers Justinian. Überwiegend wird angenommen, dass das namentlich nicht bezeichnete und in freier Ordnung geschriebene Werk zwischen 543 und 546 n. Chr. in Rom entstanden ist.

## Geschichte
Überliefert ist die Arbeit der namengebenden Nationalbibliothek Turin in einem Randglossennapparat (glossa marginalis) zu einer Handschrift der justinianischen Institutionen. Die Bedeutung der Vorlage, die im 6. Jahrhundert verfasst wurde, rührt aus dem Konzept des Corpus iuris civilis. Dort nahmen die Institutionen die Rolle der Einleitung des Werks ein. Deren Vorlage wiederum waren die gaianischen Institutionen aus der hochklassischen Zeit der Mitte des 2. Jahrhunderts. Gaius hatte seine Schriftensammlung seinerseits als Anfängerlehrbuch für den Rechtsunterricht entworfen. Bezüglich des Turiner Glossenapparats geht man davon aus, dass sein pädagogischer Zweck vom Ausgangscharakter der gaianischen Intention nicht abgewichen sein wird, denn etliche der Anmerkungen sind stichwortartig notiert, was zur Konzeption der Vorbereitung einer Unterrichtsstunde passt. Die Anmerkungen sind als „Glossenkranz“ um den zugrundeliegenden Text drapiert. Die einzelnen Glossen nehmen mittels Verweiszeichen aufeinander Bezug.
Auf den Glossenapparat war (viel später) ein zunächst lediglich kleines und rein wissenschaftlich orientiertes Publikum aufmerksam geworden. Es war Eduard von Schrader, der sein Augenmerk ursprünglich auf die Arbeit gelenkt hatte. Als erster Herausgeber der Textsammlung zeichnete sich 1822 Friedrich Carl von Savigny zuständig. Savigny, dessen Methodik in Abkehr zum traditionellen Naturrecht stand, stieß im Zusammenhang mit rechtsphilosophischen Forschungen auf den Glossenapparat. Seine These folgte dem Ansatz, dass jegliches Rechtsempfinden über alle Generationen im Volksgeist wachse, dieses eingebettet in ein geschichtliches Bewusstsein. Er vermutete, dass er zur Begründung seiner Annahmen im (römischen) Gewohnheitsrecht zu suchen habe. Weitere Veröffentlichungen folgten 1868 dann durch Paul Krüger und 1933 durch Alberto Alberti. Da die Turiner Glosse nach diesen Bearbeitungen für weitergehende Forschungsanalysen zum römischen Recht aber nicht als „Nebenquelle“ in Betracht gezogen wurde, geriet sie nach dem Zweiten Weltkrieg nahezu in Vergessenheit. Bedeutende Forscher um Fritz Pringsheim, Fritz Schulz, Ernst Levy, Max Kaser und Wolfgang Kunkel hatten sich der Quelle nicht angenommen, weshalb sie in deren Rechtsbüchern keine Würdigung erfuhr.
Zur Geschichte der Glosse ist in der Forschung bis heute vieles umstritten. Bis heute nicht zuverlässig beantwortet ist die Frage, ob die Glosse das einheitliche Werk eines einzelnen Verfassers ist, oder ob mehrere Autoren, gegebenenfalls nacheinander, daran tätig wurden. Die tiefergelegte Frage lautet, ob es sich möglicherweise um ein Konglomerat von Textschichten handelt. Detlef Liebs geht davon aus, dass es sich um eine weiterbehandelte Werkseinheit handelt; er macht es an den vorhandenen Querverweisen fest. Er greift Paul Krügers Feststellung auf, dass die ursprüngliche werkseinheitliche Arbeit, die unterste von etwa fünfzehn Schichten sei, welche sich dann darüber gelegt hätten. Die überziehenden Schichten identifiziert er als Bearbeitungen, die auf die Glossatoren und Kommentatoren aus der Zeit zwischen dem 10. und dem 15. Jahrhundert zurückgehen würden. Alberto Alberti auf der anderen Seite glaubt, dass bereits die alte Glosse aus verschiedenen Schichten bestanden haben müsse. Er macht es daran fest, dass gewisse Textpassagen, die später zwischenzeitlich angeordneten Zitierungsverboten unterlagen, enthalten geblieben waren. Das spräche für erneute Bearbeitungen; jüngere Schichten könne er nicht lokalisieren.
Bis heute ist noch ungeklärt, wo und wann die Glosse entstanden ist. Franz Wieacker geht bei der mehrheitsfähigen zeitlichen Bestimmung von einer Entstehung im 7. Jahrhundert aus und damit einer früheren Handschrift der Institutionen aus dem 6. Jahrhundert nachlaufend, der Theophiliusparaphrase. Contardo Ferrini ging bei der örtlichen Bestimmung davon aus, dass die Sammlung weströmischen Ursprungs sei. Dessen uneingedenk, hätten die dort konzipierten Lehrmethoden im 6. Jahrhundert gleichermaßen auch für die östlichen Rechtsschulen von Beirut und Konstantinopel gegolten. Seiner Auffassung nach wurde dieselbe gaianische Textgrundlage verwendet, gegebenenfalls modifiziert, nämlich in griechischer Übersetzung mit griechischem Scholienapparat. Max Conrat andererseits stellte sprachliche Ungereimtheiten fest, aus denen er folgerte, dass es sich eher um eine im Osten des Reichs gefertigte Übersetzung eines griechischen Scholienapparates handle, der, vergleichbar mit der Epitome Iuliani, den Westprovinzen zugutekommen kam. 
Etwa drei Fünftel des „alten“ Glossenapparats sind erhalten geblieben. Vom ersten Buch fehlt der gesamte Anfang bis zum 12. Titel. Vom zweiten Buch besteht zwischen dem 20. und 23. Titel eine größere Lücke. Das nahezu gesamte dritte Buch hingegen ist erhalten geblieben, vom vierten Buch nur noch die Kommentierung der ersten 16 Paragraphen. Der fehlende Teil wurde im späten Mittelalter suppliert. Diese später eingefügten Glossen verteilen sich unregelmäßig über das Werk. Nachvollziehen lassen sich Zitate aus den Werken der justinianischen Gesamtgesetzgebung, so vier Codex-, acht Digesten- und fünf Novellae-Stellen. Einmal taucht eine zwischenzeitlich verbotene Stelle aus der lex Decisiones auf.
Einigkeit besteht in der Forschung darüber, dass die Glosse viele rechtliche Fehler aufweist. So stellt sich aus dem Diebstahlsrecht die condictio ex causa furtiva tatbestandlich überzogen dar. In Abweichung zum Urtext lässt die Glosse Kondiktionsrechte nicht allein gegen den Dieb beziehungsweise gegebenenfalls dessen Erben zu, sondern nimmt jeden Besitzer in Haftung. Liebs’ Auffassung nach, wurde der Urtext auch zum Akkreszenz-, Nießbrauchs-, Stipulations- und Pfandrecht missverstanden.

## Ähnliche Glossenapparate
Die Turiner Handschrift scheint nicht der einzige in Umlauf gebrachte Glossenapparat zur justinianischen Gesetzgebung gewesen zu sein. Die sogenannte Ältere Bamberger Institutionenglosse, erhalten in der ältesten vollständigen Handschrift der Institutiones (Bamberg, Staatsbibliothek, Msc.Jur.1) gehen nach Max Conrat ebenfalls auf sehr frühe Glossen zurück. Auch von der kurzen Inhaltsangabe aus dem 6. Buch des Codex Iustinianus (6, 4, 4.) in der Pistojer Codexglosse wird vermutet, dass sie alt ist.
In das frühe 7. Jahrhundert reichen wohl Fragmente eines Veroneser Palimpsests zurück, ins 9. Jahrhundert Bruchstücke des Berliner Rosnyanus.